# Barri Vell de Llívia
El Barri Vell de Llívia és una obra de Llívia (Baixa Cerdanya) declarada Bé Cultural d'Interès Nacional.

## Descripció
L'actual Vila de Llívia és un conjunt força ben arranjat. Els seus carrers -del Mercadal, de Fontcitrane, de Santa Maria-, i places -antiga plaça Major- conserven l'aire dels temps passats.
Hi destaca l'església de Santa Maria, construïda els segles XVI-XVII, amb portada renaixentista. Devia substituir una església anterior, segurament del segle xiii. S'hi conserva un Crist de tradició romànica (segle XIII-XIV) i un retaule barroc, d'escola castellana. El retaule de Llívia, del 1760, fou destruït el 1936. Cal també esmentar la torre de Bernat de So, potser d'origen medieval, molt modificada, que s'usà com a casa de la vila i com a presó i allotjà la Farmàcia, i també la creu de Toret.
Darrerament a les zones d'eixample s'hi han fet modernes urbanitzacions.

## Història
El terme municipal de Llívia és un enclavament de l'estat espanyol dins del territori francès, com a conseqüència dels acords del tractat dels Pirineus (1659) pel qual se cedien a França 33 pobles de la Cerdanya. El fet d'haver obtingut el títol de vila l'any 1528 determinà la no inclusió de Llívia a l'esmentat tractat. Llívia connecta amb Puigcerdà per una carretera neutral internacional.
D'origen preromà (final del bronze), Llívia jugà un important paper al llarg de l'època romana ("Iulia Lybica", capital de la Ceretània) i dels inicis de l'edat mitjana (èpoques visigòtica i sarraïna) fins a esdevenir, a la fi del segle viii, capital del naixent comtat de Cerdanya. La seva situació estratègica al cim del Puig de Llívia o del castell era vital per controlar el camí natural de pas de la Cerdanya i el Rosselló cap a la vall del Segre.
L'origen de Llívia cal cercar-lo en la concessió que, el 1257, Jaume I feu als seus habitants d'instal·lar-se al pla, assentament que en endavant no canvià malgrat els nous privilegis que, el 1305, donà Jaume II de Mallorca, de qui aleshores depenien la Cerdanya i el Rosselló, als qui es tornessin a instal·lar al cim per defensar millor el castell, el qual perdurà fins al 1479, en què fou destruït durant la guerra contra Joan II. En queden només els fonaments.